# 谢金
謝文金（1982年3月5日—），本名謝金，身高192cm，德雲社演員。

## 经历
謝金于2007年加入德云社，和搭檔李鹤东同為德云二队演員。
- 2007年 3月17日 先后与刘源、张鹤文搭档，形成“金文组合”。
- 2009年 3月 5日 在德云社剧场首次举行了个人专场演出“王者归来谢金专场”。
- 2009年10月 7日 在德云社剧场与张鹤文一起举办“金文相声专场”。
- 2009年12月10日 拜已故相声名家王世臣为师。
- 2017年 2月 5日 開始與搭檔李鹤东合作演出。
- 2018年 与搭档李鹤东获得《相声有新人》亚军。[3][4]

## 演出相關

#### 電視劇
| 首播年份 | 片名           | 角色 | 備註 |
| 2007年   | 《追着幸福跑》 |      |      |
| 2010年   | 《相聲演藝》   |      |      |

#### 综艺节目
| 首播日期 | 首播日期         | 電視臺   | 節目名稱       | 備註 |
| 2018年   | 8月11日-10月27日 | 東方衛視 | 《相聲有新人》 | 亞軍 |

## 外部連結
- 谢金的新浪微博

| 从师   | 辈分   | 收徒 |
| 王世臣 | 第七代 | —    |